# Tour d'Espagne 1994
La 49e édition du Tour d'Espagne s'est déroulée du 25 avril au 15 mai, entre Valladolid et Madrid. Il fut remporté par le Suisse Tony Rominger (Mapei-Clas). Cette édition a compté 20 étapes pour un total de 3 531 kilomètres. La moyenne générale du vainqueur s'est élevée à 38,333 km/h.
Tony Rominger, vainqueur des deux précédentes éditions est au départ le grand favori. Son dauphin en 1993, Alex Zülle et le vétéran Pedro Delgado, deux fois vainqueur de la Vuelta (1985 et 1989) sont ses principaux rivaux.

## Déroulement de l’épreuve
Tony Rominger prend le maillot de leader dès le prologue, avant de confirmer dans la sixième étape en Sierra Nevada où il contre une attaque de Mikel Zarrabeitia. Le Suisse compte déjà plus de deux minutes d'avance sur tous ses rivaux après moins d'une semaine de course. Le seul à tirer son épingle du jeu est Laurent Jalabert, vainqueur déjà de trois étapes.
Rominger gagne le contre-la-montre de Benidorm, pour prendre plus de quatre minutes d'avance au général. Les deux étapes des Pyrénées ne changent rien, mais le Suisse y remporte tout de même sa quatrième étape. Jalabert continue à enchaîner les victoires à Saragosse et à Pampelune. L'intérêt de la course ne réside plus que dans la lutte pour le podium entre Mikel Zarrabeitia, Alex Zülle et Pedro Delgado. Rominger gagne encore au Valdezcaray, où Zarrabeitia sauve de justesse sa seconde place.
La dernière semaine, au vu de la domination écrasante de Rominger, n'est animée que par le sprinteur Laurent Jalabert qui gagne la 16e étape aux Lacs de Covadonga, prouvant sa mutation en un coureur plus complet.
Rominger remporte encore le dernier contre-la-montre avant que Jalabert ne remporte sa septième étape à Madrid.
Tony Rominger devient le premier coureur à gagner trois fois la Vuelta. Il aura porté le maillot de leader du prologue à la dernière étape, ce qui n'avait été réalisé que par trois coureurs avant lui (Julián Berrendero, Jacques Anquetil et Freddy Maertens). Il égale le record de jours passés avec le maillot de leader (32 jours, tout comme Gustaaf Deloor).
C'est la dernière édition du Tour d'Espagne disputée au printemps. En effet, le plateau de coureurs présent ne contient jamais tous les meilleurs mondiaux et l'Union cycliste internationale décide de transférer au mois de septembre cette course, pour aérer le calendrier printanier.

## Classement général
|     | Cycliste          | Pays     | Équipe        |    | Temps            |
| --- | ----------------- | -------- | ------------- | -- | ---------------- |
| 1.  | Tony Rominger     | Suisse   | Mapei         | en | 92 h 07 min 48 s |
| 2.  | Mikel Zarrabeitia | Espagne  | Banesto       | +  | 7 min 28 s       |
| 3.  | Pedro Delgado     | Espagne  | Banesto       |    | 9 min 27 s       |
| 4.  | Alex Zülle        | Suisse   | ONCE          |    | 10 min 54 s      |
| 5.  | Oliverio Rincón   | Colombie | ONCE          |    | 13 min 09 s      |
| 6.  | Luc Leblanc       | France   | Festina       |    | 15 min 27 s      |
| 7.  | Vicente Aparicio  | Espagne  | Banesto       |    | 15 min 48 s      |
| 8.  | Luis Pérez        | Espagne  | Castellblanch |    | 16 min 46 s      |
| 9.  | Fernando Escartín | Espagne  | Mapei         |    | 16 min 54 s      |
| 10. | Alberto Camargo   | Colombie | Artiach       |    | 20 min 35 s      |

## Étapes
| N°       | Date     | Villes étapes                           | km         | Vainqueur d'étape    | Leader du classement général |
| Prologue | 25 avril | Valladolid                              | 9 (CLM)    | Tony Rominger        | Tony Rominger                |
| 1re      | 26 avril | Valladolid - Salamanque                 | 178,4      | Laurent Jalabert     | Tony Rominger                |
| 2e       | 27 avril | Salamanque - Cáceres                    | 239        | Laurent Jalabert     | Tony Rominger                |
| 3e       | 28 avril | Almendralejo - Cordoue                  | 235,6      | Endrio Leoni         | Tony Rominger                |
| 4e       | 29 avril | Cordoue - Grenade                       | 166,9      | Laurent Jalabert     | Tony Rominger                |
| 5e       | 30 avril | Grenade - Sierra Nevada                 | 151,7      | Tony Rominger        | Tony Rominger                |
| 6e       | 1er mai  | Baza - Alicante                         | 256,5      | Simone Biasci        | Tony Rominger                |
| 7e       | 2 mai    | Benidorm                                | 39,5 (CLM) | Tony Rominger        | Tony Rominger                |
| 8e       | 3 mai    | Benidorm - Valence                      | 166        | Jean-Paul van Poppel | Tony Rominger                |
| 9e       | 4 mai    | Igualada - Andorre                      | 205        | Ángel Yesid Camargo  | Tony Rominger                |
| 10e      | 5 mai    | Andorre - Cerler                        | 195,3      | Tony Rominger        | Tony Rominger                |
| 11e      | 6 mai    | Benasque - Saragosse                    | 226,7      | Laurent Jalabert     | Tony Rominger                |
| 12e      | 7 mai    | Saragosse - Pampelune                   | 201,6      | Laurent Jalabert     | Tony Rominger                |
| 13e      | 8 mai    | Pampelune - Valdezcaray                 | 174        | Tony Rominger        | Tony Rominger                |
| 14e      | 9 mai    | Santo Domingo de la Calzada - Santander | 209,3      | Alessio Di Basco     | Tony Rominger                |
| 15e      | 10 mai   | Santander - Lacs de Covadonga           | 147,7      | Laurent Jalabert     | Tony Rominger                |
| 16e      | 11 mai   | Cangas de Onís - Alto del Naranco       | 150,4      | Bart Voskamp         | Tony Rominger                |
| 17e      | 12 mai   | Ávila                                   | 189        | Giuseppe Calcaterra  | Tony Rominger                |
| 18e      | 13 mai   | Ávila - Ségovie                         | 171        | Marino Alonso        | Tony Rominger                |
| 19e      | 14 mai   | Ségovie                                 | 53 (CLM)   | Tony Rominger        | Tony Rominger                |
| 20e      | 15 mai   | Ségovie - Madrid                        | 165,7      | Laurent Jalabert     | Tony Rominger                |

## Classements annexes finals
| Classement par points | Classement par points         | Classement par points | Classement par points | Classement par points |
| --------------------- | ----------------------------- | --------------------- | --------------------- | --------------------- |
|                       | Coureur                       | Pays                  | Équipe                | Point(s)              |
| 1er                   | Laurent Jalabert              | France                | ONCE                  | 243 points            |
| 2e                    | Tony Rominger                 | Suisse                | Mapei                 | 227 pts               |
| 3e                    | Alex Zülle                    | Suisse                | ONCE                  | 121 pts               |
| 4e                    | Mikel Zarrabeitia             | Espagne               | Banesto               | 117 pts               |
| 5e                    | Pedro Delgado                 | Espagne               | Banesto               | 189 pts               |
| 6e                    | Juan Carlos González Salvador | Espagne               | Carrera Jeans-Tassoni | 83 pts                |
| 7e                    | Oliverio Rincón               | Colombie              | ONCE                  | 178 pts               |
| 8e                    | Jean-Paul van Poppel          | Pays-Bas              | Festina-Lotus         | 77 pts                |
| 9e                    | Roberto Pagnin                | Italie                | Navigare-Blue Storm   | 67 pts                |
| 10e                   | Paulo-Antonio Fanelli         | Italie                | Carrera Jeans-Tassoni | 64 pts                |
| modifier              |                               |                       |                       |                       |

| Classement du meilleur grimpeur | Classement du meilleur grimpeur | Classement du meilleur grimpeur | Classement du meilleur grimpeur | Classement du meilleur grimpeur |
| ------------------------------- | ------------------------------- | ------------------------------- | ------------------------------- | ------------------------------- |
|                                 | Coureur                         | Pays                            | Équipe                          | Point(s)                        |
| 1er                             | Luc Leblanc                     | France                          | Festina-Lotus                   | 158 points                      |
| 2e                              | Michele Coppolillo              | Italie                          | Navigare-Blue Storm             | 148 pts                         |
| 3e                              | Tony Rominger                   | Suisse                          | Mapei                           | 136 pts                         |
| 4e                              | Oliverio Rincón                 | Colombie                        | ONCE                            | 99 pts                          |
| 5e                              | Mikel Zarrabeitia               | Espagne                         | Banesto                         | 76 pts                          |
| modifier                        |                                 |                                 |                                 |                                 |

| Classement Metas volantes (régularité) | Classement Metas volantes (régularité) | Classement Metas volantes (régularité) | Classement Metas volantes (régularité) | Classement Metas volantes (régularité) |
| -------------------------------------- | -------------------------------------- | -------------------------------------- | -------------------------------------- | -------------------------------------- |
|                                        | Coureur                                | Pays                                   | Équipe                                 | Point(s)                               |
| 1er                                    | Mauro Radaelli                         | Italie                                 | Brescialat                             | 44 points                              |
| 2e                                     | Orlando Rodrigues                      | Portugal                               | Artiach-Royal Fruco                    | 29 pts                                 |
| 3e                                     | Roberto Pagnin                         | Italie                                 | Navigare-Blue Storm                    | 22 pts                                 |
| 4e                                     | Fabio Roscioli                         | Espagne                                | Brescialat                             | 8 pts                                  |
| 5e                                     | Julio César Cadena                     | Espagne                                | Kelme–Avianca–Gios                     | 7 pts                                  |
| modifier                               |                                        |                                        |                                        |                                        |

| Classement des sprints spéciaux | Classement des sprints spéciaux | Classement des sprints spéciaux | Classement des sprints spéciaux | Classement des sprints spéciaux |
| ------------------------------- | ------------------------------- | ------------------------------- | ------------------------------- | ------------------------------- |
|                                 | Coureur                         | Pays                            | Équipe                          | Point(s)                        |
| 1er                             | Alessio Di Basco                | Italie                          | Amore & Vita-Galatron           | 39 points                       |
| 2e                              | Giuseppe Calcaterra             | Italie                          | Amore & Vita-Galatron           | 18 pts                          |
| 3e                              | Fabio Roscioli                  | Italie                          | Brescialat                      | 11 pts                          |
| 4e                              | Michele Coppolillo              | Italie                          | Navigare-Blue Storm             | 11 pts                          |
| 5e                              | Roberto Pagnin                  | Italie                          | Navigare-Blue Storm             | 6 pts                           |
| modifier                        |                                 |                                 |                                 |                                 |

| \| Classement par équipes \| Classement par équipes \| Classement par équipes \| Classement par équipes \| \| \| Équipe \| Pays \| Temps \| \| ---------------------- \| ----------------------- \| ---------------------- \| ---------------------- \| \| 1re \| Banesto \| Espagne \| en 276 h 42 min 43 s \| \| 2e \| Mapei \| Belgique \| + 10 min 1 s \| \| 3e \| ONCE \| Espagne \| + 18 min 15 s \| \| 4e \| Cavas Castellblanch \| Espagne \| + 40 min 55 s \| \| 5e \| Festina-Lotus \| France \| + 43 min 32 s \| \| 6e \| Artiach-Royal Fruco \| Espagne \| + 48 h 18 \| \| 7e \| Kelme–Avianca–Gios \| Espagne \| + 54 h 52 \| \| 8e \| Euskadi–Petronor \| Espagne \| + 1 h 40 min 24 s \| \| 9e \| Mercatone Uno–Medeghini \| Italie \| + 1 h 51 min 54 s \| \| 10e \| Recer-Boavista \| Espagne \| + 2 h 30 min 44 s \| \| modifier \| \| \| \| |                         |          |                      |
| Classement par équipes |                         |          |                      |
| | Équipe                  | Pays     | Temps                |
| 1re | Banesto                 | Espagne  | en 276 h 42 min 43 s |
| 2e | Mapei                   | Belgique | + 10 min 1 s         |
| 3e | ONCE                    | Espagne  | + 18 min 15 s        |
| 4e | Cavas Castellblanch     | Espagne  | + 40 min 55 s        |
| 5e | Festina-Lotus           | France   | + 43 min 32 s        |
| 6e | Artiach-Royal Fruco     | Espagne  | + 48 h 18            |
| 7e | Kelme–Avianca–Gios      | Espagne  | + 54 h 52            |
| 8e | Euskadi–Petronor        | Espagne  | + 1 h 40 min 24 s    |
| 9e | Mercatone Uno–Medeghini | Italie   | + 1 h 51 min 54 s    |
| 10e | Recer-Boavista          | Espagne  | + 2 h 30 min 44 s    |
| modifier |                         |          |                      |

## Équipes engagées
| - Mapei-Clas ( Italie) - Artiach-Royal Fruco ( Espagne) - Banesto ( Espagne) - Castellblanch-Deportpublic ( Espagne) - Euskadi ( Espagne) - Kelme ( Espagne) - ONCE ( Espagne) - Amore & Vita ( Italie) - Brescialat ( Italie) | - Jolly Componibili-Cage ( Italie) - Lotus-Festina ( France) - Saeco-Mercatone Uno ( Italie) - Navigare-Blue Storm ( Italie) - Recer-Boavista ( Portugal) - Santa Clara-CSKA Samara ( Russie) - Sisacal-Acral ( Portugal) - TVM-Bison ( Pays-Bas) |

## Liste des coureurs
| Mapei Clas | Artiach | Banesto |
| - 1 Tony Rominger (Sui) - 2 Federico Echave (Esp) - 3 Nico Emonds (Bel) - 4 Fernando Escartin (Esp) - 5 Iñaki Gaston (Esp) - 6 Arsenio Gonzalez Gutierrez (Esp) - 7 Jörg Müller (Sui) - 8 Abraham Olano (Esp) - 9 Manuel Fernández Ginés (Esp) - 10 Jon Unzaga (Esp)                                                                             | - 11 Ramon Garcia Espana (Esp) - 12 Alberto Camargo (Col) - 13 Luis Edgar Espinosa (Col) - 14 Álvaro González de Galdeano (Esp) - 15 Félix García Casas (Esp) - 16 Manuel Pascual (Esp) - 17 Orlando Rodrigues (Por) - 18 Antonio Sanchez Garcia (Esp) - 19 Americo Neves (Por) - 20 Johnny Weltz (Dan)                             | - 21 Pedro Delgado (Esp) - 22 Marino Alonso (Esp) - 23 Vicente Aparicio (Esp) - 24 José Luis De Santos (Esp) - 25 Aitor Garmendia (Esp) - 26 David Garcia Marquina (Esp) - 27 Melchor Mauri (Esp) - 28 Carmelo Miranda (Esp) - 29 Jesús Montoya (Esp) hd.15° - 30 Mikel Zarrabeitia (Esp)                                          |
| Castellblanch | Euskadi | Kelme |
| - 31 Eleuterio Anguita (Esp) - 32 Francisco Cerezo (Esp) - 33 Oleg Petrovich Chuzhda (Ukr) - 34 Antonio Miguel Diaz (Esp) - 35 José Antonio Espinosa (Esp) - 36 Carlos Galaretta (Esp) - 37 Alfredo Irusta (Esp) - 38 Luis Pérez García (Esp) - 39 José Luis Rodríguez García (Esp) - 40 José Manuel Uría (Esp) ab.19°                           | - 41 Pello Ruiz Cabestany (Esp) - 42 Juan Carlos Gonzalez Salvador (Esp) - 43 Rubén Gorospe (Esp) ab.10° - 44 Juan Thomas Martinez (Esp) - 45 Javier Murguialday (Esp) - 46 Agustin Sagasti (Esp) él.10° - 47 Iñigo Cuesta (Esp) - 48 Roberto Laiseka (Esp) - 49 Javier Palacin (Esp) ab.19° - 50 César Solaun (Esp)                | - 51 Laudelino Cubino (Esp) np.12° - 52 Ignacio Garcia Camacho (Esp) - 53 Angel Edo (Esp) ab.18° - 54 Angel Yesid Camargo (Col) - 55 Francisco Benítez (Esp) - 56 Francisco Cabello (Esp) - 57 Julio César Cadena (Col) - 58 Assiat Saitov (Rus) - 59 Nestor Mora (Col) - 60 Marcos Serrano (Esp)                                  |
| Once | Amore & Vita | Brescialat |
| - 61 Alex Zülle (Sui) - 62 Erik Breukink (Hol) - 63 Herminio Díaz Zabala (Esp) - 64 Laurent Jalabert (Fra) - 65 Santos Hernandez (Esp) - 66 Alberto Leanizbarrutia (Esp) - 67 Luis María Díaz de Otazu (Esp) - 68 Oliverio Rincón (Col) - 69 José Roberto Sierra (Esp) - 70 Neil Stephens (Aus)                                                  | - 71 Giuseppe Calcaterra (Ita) - 72 Stefano Giraldi (Ita) ab.2° - 73 Rodolfo Massi (Ita) - 74 Alessio Di Basco (Ita) - 75 Riccardo Forconi (Ita) - 76 Antonio Fanelli (Ita) - 77 Harry Lodge (Gbr) ab.14° - 78 Gianluca Pierobon (Ita) - 79 Michel Lafis (Sue) - 80 -                                                               | - 81 Bruno Leali (Ita) ab.19° - 82 Fabrizio Bontempi (Ita) np.9° - 83 Fabio Bordonali (Ita) - 85 Flavio Giupponi (Ita) ab.17° - 86 Fabio Roscioli (Ita) - 87 Marco Milesi (Ita) ab.19° - 88 Roberto Pelliconi (Ita) - 89 Mauro Radaelli (Ita) - 90 Eric Vanderaerden (Bel)                                                         |
| Jolly | Lotus Festina | Mercatone Uno |
| - 91 Zenon Jaskula (Pol) np.10° - 92 Sylvain Bolay (Fra) np.3° - 93 Philippe Casado (Fra) - 94 Stefano Cattai (Ita) - 95 Fausto Dotti (Ita) - 96 René Foucachon (Fra) - 97 Gianluca Gorini (Ita) - 98 Endrio Leoni (Ita) np.14° - 99 Gianni Vignaduzzi (Can) - 100 Pavel Tcherkassov (Rus) ab.18°                                                | - 101 Luc Leblanc (Fra) - 102 Jean-Claude Bagot (Fra) - 103 Arunas Cepele (Lit) - 104 Pascal Hervé (Fra) - 105 Stephen Hodge (Aus) - 106 Roberto Lezaun (Esp) - 107 Pascal Lino (Fra) - 108 Roberto Torres (Esp) - 109 Jean-Paul Van Poppel (Hol) - 110 Michel Vermote (Bel)                                                        | - 111 Mario Cipollini (Ita) np.3° - 112 Adriano Baffi (Ita) ab.4° - 113 Simone Biasci (Ita) ab.10° - 114 Massimo Donati (Ita) - 115 Gian-Matteo Fagnini (Ita) np.10° - 116 Paolo Fornaciari (Ita) - 117 Paolo Lanfranchi (Ita) - 118 Massimiliano Lelli (Ita) - 119 Giuseppe Petito (Ita) - 120 Roberto Petito (Ita)               |
| Navigare Bleue | Recer Boavista | Santa Clara |
| - 121 Massimo Podenzana (Ita) - 122 Sergio Barbero (Ita) ab.19° - 123 Walter Castignola (Ita) ab.11° - 124 Michele Coppolillo (Ita) - 125 Vassili Davidenko (Geo) ab.18° - 126 Roberto Giucolsi (Ita) ab.11° - 127 Lubos Lom (Tch) np.11° - 128 Roberto Pagnin (Ita) - 129 Fabrizio Settembrini (Ita) ab.15° - 130 Massimo Strazzer (Ita) np.11° | - 131 Joaquim Gomes (Por) - 132 Argimiro Blanco (Esp) - 133 José Manuel Barros (Por) ab.10° - 134 Cassio Freitas (Bre) - 135 Fernando Mota (Por) - 136 Delmino Pereira (Por) - 137 José Rosa (Por) ab.6° - 138 Alexandre Rodrigues (Por) - 139 Luis Fernando Santos (Por) ab.10° - 140 Joao Silva (Por)                             | - 141 Romes Gainetdinov (Rus) - 142 Dimitri Tcherkachine (Rus) - 143 Vladimir Abramov (Rus) - 144 Evgueni Anachkine (Rus) - 145 Valery Baturo (Rus) ab.19° - 146 Vladimir Kliouchkine (Rus) - 147 Oleg Klevtsov (Rus) ab.19° - 148 Manuel Rodriguez Gil (Esp) ab.19° - 149 Jordi Gilabert (Esp) - 150 Eloy Santamaria (Esp) ab.10° |
| Sicasal | TVM | |
| - 151 Manuel Abreu Campos (Por) - 152 David Assuncao (Por) ab.6° - 153 Carlos Alberto Carneiro (Por) hd.6° - 154 Vítor Gamito (Por) ab.10° - 155 Carlos Manuel Pinho (Por) - 156 Quintino Rodrigues (Por) - 157 Paulo Jorge Ferreira (Por) ab.10° - 158 Pedro Manuel Silva (Por) - 159 Youri Sourkov (Kaz) - 160 Sérafim Vieira (Por) ab.15°     | - 161 Robert Millar (Gbr) ab.6° - 162 Jesper Skibby (Dan) ab.14° - 163 Maarten Den Bakker (Hol) np.20° - 164 Tristan Hoffman (Hol) ab.10° - 165 Dag-Otto Lauritzen (Nor) - 166 Roland Meier (Sui) - 167 Peter Meinert Nielsen (Dan) - 168 Rob Harmeling (Hol) ab.18° - 169 Gert-Jan Theunisse (Hol) ab.11° - 170 Bart Voskamp (Hol) | |